# Dialeurodes armatus
Dialeurodes armatus là một loài côn trùng cánh nửa trong họ Aleyrodidae, phân họ Aleyrodinae.
Dialeurodes armatus được David & Subramaniam miêu tả khoa học đầu tiên năm 1976.